# Oliver Wendell Holmes
Oliver Wendell Holmes, Sr. (Cambridge, Massachusetts, 29 de agosto de 1809 – 8 de outubro de 1894) foi um médico, poeta e polímata norte-americano radicado em Boston. Agrupado entre os poetas da lareira, ele foi aclamado por seus pares como um dos melhores escritores da época. Suas obras em prosa mais famosas são a série "Mesa do café da manhã", que começou com O autocrata da mesa do café da manhã (1858). Ele também foi um importante reformador médico. Além de seu trabalho como autor e poeta, Holmes também atuou como médico, professor, conferencista e inventor e, embora nunca o tenha exercido, recebeu treinamento formal em direito.

## Vida
Nascido em Cambridge, Massachusetts, Holmes foi educado na Phillips Academy e na Harvard College. Depois de se formar em Harvard em 1829, ele estudou direito por um breve período antes de se dedicar à profissão médica. Ele começou a escrever poesia bem cedo; uma de suas obras mais famosas, "Old Ironsides", foi publicada em 1830 e foi influente na eventual preservação da USS Constitution. Após treinamento nas prestigiosas escolas médicas de Paris, Holmes recebeu seu título de Doutor em Medicina pela Harvard Medical School em 1836. Ele lecionou na Dartmouth Medical School antes de voltar a lecionar em Harvard e, por um tempo, serviu como reitor lá. Durante sua longa carreira como professor, ele se tornou um defensor de várias reformas médicas e, notadamente, postulou a ideia controversa de que os médicos eram capazes de transportar a febre puerperal de paciente para paciente. Holmes aposentou-se de Harvard em 1882 e continuou a escrever poesia, romances e ensaios até sua morte em 1894.
Cercado pela elite literária de Boston — que incluía amigos como Ralph Waldo Emerson, Henry Wadsworth Longfellow e James Russell Lowell — Holmes deixou uma marca indelével no mundo literário do século XIX. Muitos de seus trabalhos foram publicados no The Atlantic Monthly, uma revista que ele batizou. Por suas realizações literárias e outras realizações, ele recebeu vários títulos honorários de universidades de todo o mundo. Os escritos de Holmes muitas vezes comemoravam sua área natal, Boston, e muitos deles tinham o objetivo de serem humorísticos ou coloquiais. Alguns de seus escritos médicos, especialmente seu ensaio de 1843 sobre a contagiosidade da febre puerperal, foram considerados inovadores para a época. Ele era frequentemente chamado para publicar poesia ocasional, ou poemas escritos especificamente para um evento, incluindo muitas ocasiões em Harvard. Holmes também popularizou vários termos, incluindo Boston Brahmin e anesthesia. Ele era o pai do juiz Oliver Wendell Holmes Jr. da Suprema Corte dos Estados Unidos.

## Lista selecionada de trabalhos
Poesia
- Poems (1836)
- Songs in Many Keys (1862)

Estudos médicos e psicológicos
- Puerperal Fever as a Private Pestilence (1855)
- Mechanism in Thought and Morals (1871)

Livros de cabeceira
- The Autocrat of the Breakfast-Table (1858)
- The Professor at the Breakfast-Table (1860)
- The Poet at the Breakfast-Table (1872)
- Over the Teacups (1891)

Romances
- Elsie Venner (1861)
- The Guardian Angel (1867)
- A Mortal Antipathy (1885)

Artigos
- "The Stereoscope and the Stereograph", The Atlantic Monthly, volume 6 (1859)
- "Sun-painting and sun-sculpture", The Atlantic Monthly, volume 8 (July 1861)
- "Doings of the sun-beam", The Atlantic Monthly, volume 12 (July 1863)

Biografias e diário de viagem
- John Lothrop Motley, A Memoir (1876)
- Ralph Waldo Emerson (1884)
- Our Hundred Days in Europe (1887)